# Jaruge
Jaruge es una localidad de Croacia en el ejido del municipio de Sikirevci, condado de Brod-Posavina.

## Geografía
Se encuentra a una altitud de 85 m s. n. m. a 226 km de la capital nacional, Zagreb.

## Demografía
En el censo 2011 el total de población de la localidad fue de 695 habitantes.
| Gráfica de población de Jaruge 1857-2011                            |
|                                                                     |
| Según los censos de población de la oficina estadística de Croacia. |